# Freccia Vallone 1996
La Freccia Vallone 1996, sessantesima edizione della corsa, si svolse il 17 aprile 1996 per un percorso di 200,5 km da Spa al muro di Huy. Fu vinta dallo statunitense Lance Armstrong, al traguardo in 4h40'00" alla media di 42,964 km/h.
Dei 182 ciclisti alla partenza da Spa furono in 98 a portare a termine il percorso.

## Ordine d'arrivo (Top 10)
| Pos. | Corridore           | Squadra       | Tempo    |
| ---- | ------------------- | ------------- | -------- |
| 1    | Lance Armstrong     | Motorola      | 4h40'00" |
| 2    | Didier Rous         | GAN           | a 8"     |
| 3    | Maurizio Fondriest  | Roslotto      | a 54"    |
| 4    | Mauro Gianetti      | Polti         | a 1'00"  |
| 5    | Gabriele Colombo    | Gewiss        | a 1'08"  |
| 6    | Enrico Zaina        | Carrera       | a 1'13"  |
| 7    | Oleksandr Hončenkov | Roslotto      | a 1'21"  |
| 8    | Laurent Brochard    | Festina-Lotus | a 1'42"  |
| 9    | Stéphane Heulot     | GAN           | a 1'50"  |
| 10   | Davide Rebellin     | Polti         | s.t.     |